# فرانک کاتانگا
فرانک کاتانگا (به انگلیسی: Katangese franc) (به زبان بومی: franc) یکای پول رایج در کشور جمهوری دموکراتیک کنگو است. مسئولیت کنترل این یکای پول برعهدهٔ بانک ملی جمهوری دموکراتیک کنگو قرار دارد.